# Hjelmeland
Hjelmeland è un comune norvegese della contea di Rogaland.